# Confessions of a Pop Group
Confessions of a Pop Group è un album del gruppo degli Style Council. Pubblicato il 20 giugno 1988, ha ottenuto un discreto successo, raggiungendo la posizione numero 15 della classifica inglese degli album.

## Tracce
1. It's A Very Deep Sea – 5:34
2. The Story of Someones Shoe – 3:45
3. Changing of the Guard – 2:51
4. The Little Boy in a Castle/A Dove Flew Down from the Elephant – 3:05
5. The Gardener of Eden (A Three Piece Suite): In the Beginning/The Gardener of Eden/Mourning the Passing Of Time – 10:30
6. Life at a Top Peoples Health Farm – 4:25
7. Why I Went Missing – 4:43
8. How She Threw It All Away – 4:12
9. Iwasadoledadstoyboy – 4:28
10. Confessions 1, 2 & 3 – 4:43
11. Confessions of a Pop-Group – 9:28

## Formazione
- Paul Weller - voce, chitarra, sintetizzatore & programmazione batteria
- Mick Talbot - pianoforte, organo Hammond, clavinet & sintetizzatori
- Dee. C. Lee - voce
- Camille Hinds - basso
- Paul Morgan - contrabbasso
- Nick Brown - batteria
- Dick Morrissey - flauto su How She Threw It All Away
- Little Joo Ruocco - percussioni
- Chris Lawrence - trombone
- Frank Ricottim - vibrafono
- Rupert Parker - arpa

## Classifiche
| Classifica (1988) | Posizione massima |
| ----------------- | ----------------- |
| Australia         | 60                |
| Giappone          | 9                 |
| Italia            | 10                |
| Regno Unito       | 15                |
| Stati Uniti       | 174               |